# Channarong Ratanaseangsuang
Channarong Ratanaseangsuang (nacido en 1939), también conocido como Ratana, fue un jugador y entrenador de bádminton quién representó tanto a Tailandia como a Canadá en competiciones internacionales. Con una gran movilidad, consistencia y reflejos impresionantes, estuvo clasificado entre los mejores badmintonistas de los años 1960 a nivel mundial.

## Biografía
Ratana alcanzó la final de individuales del All-England en 1963, en la que enfrentó al danés Erland Kops, además de las semifinales en 1964 y 1965. 
En la rama de individuales varonil, Channarong ganó los Campeonatos Nacionales Abiertos de Canadá en 1964 y 1965, además del Campeonato Nacional Abierto de Bádminton de los Estados Unidos en 1964 y 1968, también conocido como el All-American.
Channarong también desempeñó un papel fundamental en el equipo tailandés que compitió en la Thomas Cup en 1961 y 1964, donde los tailandeses obtuvieron el segundo y tercer lugar respectivamente.
A mediados de los años 1960 se fue a estudiar a los Estados Unidos, aunque después se mudó a vivir permanentemente a Canadá. Como jugador y entrenador de Canadá, representó a este país en la Thomas Cup por tres ocasiones: en 1970, 1973 y 1976.
También ganó el Campeonato Nacional de Bádminton del Canadá en la rama de dobles en 1974, 1975 y 1976, jugando de pareja del canadiense de origen tailandés Raphi Kanchanaraphi, así como el Campeonato Nacional Abierto de Canadá en 1965 y 1970 también en la categoría de dobles, jugando de pareja del norteamericano Jim Poole y otra vez con Raphi Kanchanaraphi respectivamente, antes de retirarse de las competiciones de alto nivel.
En 1964, 1967 y 1968, ganó el Campeonato Nacional Abierto de México en la modalidad de individuales, además de haber conquistado el título de dobles de dicho torneo en 1964, 1968 y 1974 (de pareja de Paisan Loaharanu, Jamie Paulson y Raphi Kanchanaraphi respectivamente) y la corona en la categoría de mixtos en 1964 y 1968 (junto con Judy Adamos y Lucero Soto respectivamente).
Como entrenador, Channarong dirigió al equipo nacional de bádminton del Canadá de 1967 a 1973 y de 1979 a 1986. Ratana también asesoró a los jugadores canadienses que participaron durante los Campeonatos Mundiales de Bádminton en 1980, 1983 y 1985; los Juegos de la Commonwealth en 1970, 1982 y 1986; la Uber Cup en 1981 y 1984; la Thomas Cup en 1970, 1976 y 1986; y los Juegos Olímpicos de 1996.
Gracias a sus logros deportivos en el bádminton, Channarong fue inducido al Salón de la Fama de los Deportes en Suecia, Tailandia y los Estados Unidos. También le fue otorgado el Premio Vanier como Destacado Joven Canadiense en 1978 y el Premio Alberta 3M Coaching en 1997, un Certificado al Mérito del Gobierno del Canadá en 1987 y el Premio al Servicio Meritorio de la Federación Mundial de Bádminton en 1988.
Channarong es miembro del Salón de la Fama de Bádminton en Canadá.